# La Troncal (canton)
La Troncal est un canton d'Équateur situé dans la province de Cañar.